# Купершляк, Мариан Григорьевич
Мариан Григорьевич Купершляк (28 мая 1901, Проскуров — 21 августа 1969, Челябинск) — советский уролог. Доктор медицинских наук. Один из основателей урологической школы в Челябинске.

## Биография
По окончании Одесского медицинского института (1928) работал в урологической клинике.
В 1931—1938 заведующий амбулаторией поликлиники в Донецке, ассистент хирургической клиники, ординатор Донецкого медицинского института. С 1937 доцент по курсу урологии Одесского института усовершенствования врачей.
С 1943 начальник урологического отделения военного госпиталя Челябинска, с 1946 доцент кафедры факультетской хирургии Челябинского государственного медицинского института.
Похоронен на Успенском кладбище Челябинска.

## Сочинения
- Тактика хирурга при ранениях почек и мочеточника // Госпит. дело. 1945. № 10-11;
- Восстановительные операции на мочеполовых органах // Хирургия. 1946. № 8;
- О хирургическом лечении ранений мочевого пузыря на войне // Госпит. дело. 1947. № 1.